# Ammannia maritima
Espèce
Classification APG III (2009)
Synonymes
- Crenea maritima Aubl., 1775 - basionyme
- Crenea surinamensis Koehne
- Dodecas maritimus (Aubl.) Griseb.
- Dodecas surinamensis L. f.[1]

Ammannia maritima est une espèce de plantes à fleurs de la famille des Lythraceae. Il s'agit de l'espèce type du genre Crenea Aubl. (rattaché au genre Ammannia (en) sur la base d'analyses moléculaires en 2021). C'est une plante herbacée néotropicale.

## Statut
Crenea maritima est une espèce déterminante ZNIEFF en Guyane.

## Répartition
On rencontre Ammannia maritima le long de la côte atlantique néotropicale de Trinidad au Brésil en passant par le Venezuela, le Guyana, le Suriname, et la Guyane : depuis la péninsule de Paria (Venezuela) au delta du Parnaíba (limite Maranhão-Piauí, Brésil) et du Pernambuco au sud de Bahia.

## Écologie
Cet arbuste des jeunes mangroves pousse en bord de mer, dans les mangroves, souvent sur leurs marges extérieures, émergeant dans les eaux saumâtres des baies et des estuaires, sur les marges des deltas exposés aux marées descendantes, et dans la boue humide des forêts tropicales côtières.
Elle fait partie de la flore herbacée des côtes vaseuses, des mangroves côtières. On le trouve principalement dans les mangroves et les estuaires, près du niveau de la mer jusqu'à 50 m d'altitude.
Il fleurit en juin en Guyane.

## Description
Ammannia maritima est une plante herbacée ou un sous-arbrisseau parfois ligneux, haut de 17 à 47(−100) cm, ramifié depuis la base ou non.
Les tiges sont quadrangulaires, souvent légèrement (à 4 ailes), raides, dressées, et s'enracinant parfois à partir des nœuds inférieurs.
Les entre-nœuds sont généralement plus courts que les feuilles.
Les feuilles sont opposées, décussées, sessiles ou brièvement pétiolées (pétiole long de 0 à 12 mm).
Le limbe est glabre, charnu, long de (15)18 à 75(90) mm pour 5-25(28) mm de large, de forme ovale, oblongue, obovale, lancéolée à spatulée, obtuse ou arrondie à l'apex, et atténuée à la base (décurrentes sur le pétiole).
La nervure médiane est proéminente sur la face inférieure.
Les 4–9 paires de nervures secondaires sont très fines, parfois discrètes.
L'inflorescence est un dichasium (cyme) à 1-3(5) fleurs sur un pédoncule.
Le pédicelle est long de (2)3 à 14 mm, avec à son sommet 2 bractéoles membraneuses, de forme lancéolée-ovale, aiguës, longues d'environ 1–1,75 mm, acuminées à l'apex, vert ou violet, à 8 nervures.
La fleur blanche comporte un calice tubulaire à 4 lobes triangulaires-ovales, aigus, égaux, long de 3–6 mm (à peu près autant que le tube).
La corolle est blanche.
Les 4 pétales sont arrondis, ou légèrement rétus à l'apex, sub-onguiculés, longues de 5–6 mm et larges d'environ 5,5 mm, laissant, lorsqu'ils sont retirés, une cicatrice en forme de croissant sur le tube du calice.
On compte 12–15 étamines longues de 1,75–2,5 mm, insérées à environ 1,5-2 mm au-dessus de la base du tube du calice en une seule rangée, exserte.
Les filets sont blancs, longs d'environ 4 mm, et les anthères jaunes, basifixes, longues d'environ 3 mm, à thèques divergentes.
L'ovaire est long d'environ 0.2.5 mm, avec un style blanc, long d'environ 3,5 mm, et le stigmates rouge.
Le fruit est une capsule aiguë, mesurant 5–8 mm de diamètre, de couleur vert-violet, à 5 loges, contenant de nombreuses graines longues de 2-2,5 mm,,.

## Protologue

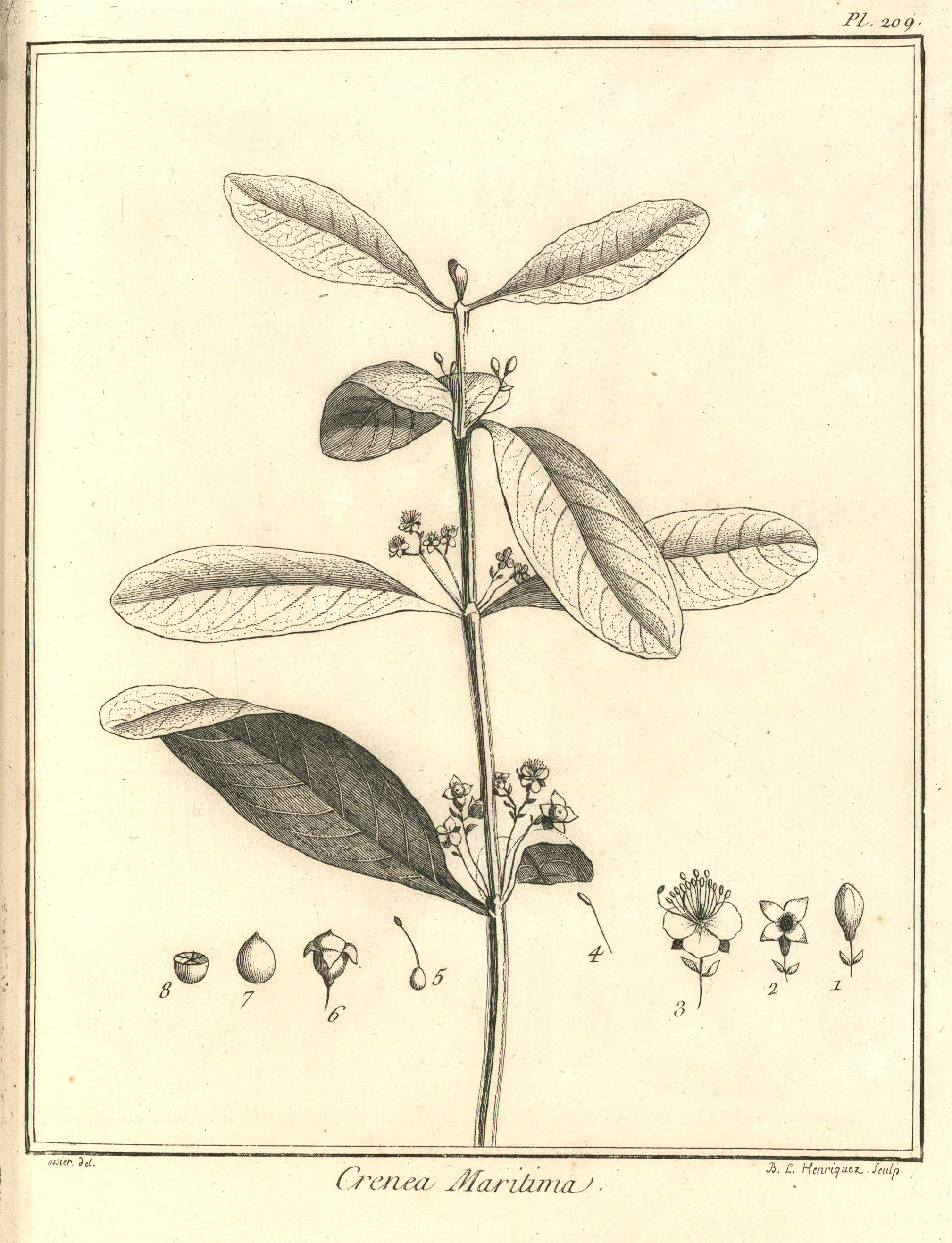
Crenea maritima : Planche 209 accompagnant la description du genre Crenea par Aublet (1775)
Planche 209. On a un peu groſſi les parties détachées & le fruit. - 1. Bouton de fleur. Pédoncule, garni & deux écailles. - 2. Calice. - 3. Fleur. - 4. Étamine. - 5. Ovaire. Style. Stigmate. - 6. Capſule renfermée dans le calice. - 7. Capſule. - 8. Capſule coupée en travers, dans laquelle on voit cinq loges.

En 1775, le botaniste Aublet propose le protologue suivant : 

« CRENEA maritima. (Tabula 209.) 
Planta caules plures, nodofos, tetragono:, angulis alatis, bipedales, c radice emittens. Folia ovata, glabra, oppoſita, ſubſeſſilia. Flores corymboſi, axillares, pedunculaci, pédiculis ſingulis ad baſim squamula munitis, & in medio bracteis duabus. Stamina, in flore expanſo, versus unum latus declinanc.
Florebat Junio.
Habitat ad ripas canalis vulgo dicti la crique fouillée, aqua marina ſubmerſi.

LA CRENÉE maritime. (PLANCHE 209.)
Cette plante pouſſe de ſa racine pluſieurs tiges hautes de deux à trois pieds, noueuſes, à quatre angles, bordées d'un petit feuillet membraneux. Elles ſont garnies à chaque nœud de deux feuilles oppoſées, & diſpoſées en croix. Ces feuilles ſont vertes, liſſes, entières, ovales, oblongues, obtuſes & rétrécies en approchant de leur attache. Elles ſont repréſentées de grandeur naturelle. 
Les fleurs naiſſent à l'aiſſelle des feuilles de chaque côte. Il y a ſouvent deux pédoncules qui partent de la même aiſſelle. Ils ſont grêles & ſe partagent à leur extrémité en deux ou trois pédoncules très petits & qui portent chacun une fleur. Ils ſont garnis d'une écaille à leur baſe, & dans leur partie moyenne ils ont deux écailles oppoſées. 
Le calice de la fleur eſt d'une ſeule pièce, en forme de coupe, & diviſe en l'on bord en quatre parties larges, vertes, aiguës & égales. 
La corolle eſt à quatre pétales blancs, arrondis, attaches entre les diviſions du calice. 
Les étamines ſont au nombre de quatorze, rangées ſur la paroi ſupérieure du calice, au deſſous des pétales. 
Leur filet eſt long, blanc. L'anthère eſt jaune, à deux bourſes, lorſque la fleur eſt épanouie, les étamines ſe portent toutes du même côte. 
Le piſtil eſt un ovaire ſphérique qui occupe le fond du calice. Il eſt ſurmonté d'un long style blanc, courbe, & terminé par un stigmate oblong & rouge. 
L'ovaire devient une capſule verte, aiguë, renfermée en partie dans le calice. Elle eſt à cinq loges remplies de semences très minces. 
Cette plante croît dans l'eau ſaumâtre ſur les bords de la crique fouillée qui partage l'île de Caïenne. 
Elle étoit en fleur & en fruit dans le mois de Juin.
On a un peu groſſi les parties détachées & le fruit. »

— Fusée-Aublet, 1775.